# Dichagyris taftana
Dichagyris taftana är en fjärilsart som beskrevs av Brandt 1941. Dichagyris taftana ingår i släktet Dichagyris och familjen nattflyn. Inga underarter finns listade i Catalogue of Life.